# 시편 30편
시편 30편은 30번째 시편이다. 시편은 히브리어 성경의 세 번째 부분이자 기독교 구약의 책이다. 그리스어 칠십인역 성경과 라틴 불가타에서 사용되는 약간 다른 번호 체계에서 이 시편은 시편 29편이다. 라틴어에서는 "Exaltabo te Domine"으로 알려져 있다. 그것은 전통적으로 다윗이 자신의 왕궁을 지을 때 지은 것으로 여겨지는 감사의 시편이다.
시편은 유대교, 가톨릭, 루터교, 성공회 및 기타 개신교 전례의 정규 부분이다. 이를 바탕으로 찬송가에 영감을 주었고, 음악의 주제가 되었다.

## 내용
1. 여호와여 내가 주를 높일 것은 주께서 나를 끌어내사 내 원수로 하여금 나로 말미암아 기뻐하지 못하게 하심이니이다
2. 여호와 내 하나님이여 내가 주께 부르짖으매 나를 고치셨나이다
3. 여호와여 주께서 내 영혼을 스올에서 끌어내어 나를 살리사 무덤으로 내려가지 아니하게 하셨나이다
4. 주의 성도들아 여호와를 찬송하며 그의 거룩함을 기억하며 감사하라
5. 그의 노염은 잠깐이요 그의 은총은 평생이로다 저녁에는 울음이 깃들일지라도 아침에는 기쁨이 오리로다
6. 내가 형통할 때에 말하기를 영원히 흔들리지 아니하리라 하였도다
7. 여호와여 주의 은혜로 나를 산 같이 굳게 세우셨더니 주의 얼굴을 가리시매 내가 근심하였나이다
8. 여호와여 내가 주께 부르짖고 여호와께 간구하기를
9. 내가 무덤에 내려갈 때에 나의 피가 무슨 유익이 있으리요 진토가 어떻게 주를 찬송하며 주의 진리를 선포하리이까
10. 여호와여 들으시고 내게 은혜를 베푸소서 여호와여 나를 돕는 자가 되소서 하였나이다
11. 주께서 나의 슬픔이 변하여 내게 춤이 되게 하시며 나의 베옷을 벗기고 기쁨으로 띠 띠우셨나이다
12. 이는 잠잠하지 아니하고 내 영광으로 주를 찬송하게 하심이니 여호와 나의 하나님이여 내가 주께 영원히 감사하리이다

### 히브리어 버전
| 절 | 내용                                                   |
| -- | ------------------------------------------------------ |
| 1  | מִזְמ֡וֹר שִׁ֤יר חֲנֻכַּ֖ת הַבַּ֣יִת לְדָוִֽד                               |
| 2  | אֲרוֹמִמְךָ֣ יְ֖הֹוָה כִּ֣י דִלִּיתָ֑נִי וְלֹֽא־שִׂמַּ֖חְתָּ אֹֽיְבַ֣י לִֽי                 |
| 3  | יְהֹוָ֥ה אֱלֹהָ֑י שִׁוַּ֥עְתִּי אֵ֜לֶ֗יךָ וַתִּרְפָּאֵֽנִי                           |
| 4  | יְהֹוָ֗ה הֶֽעֱלִ֣יתָ מִן־שְׁא֣וֹל נַפְשִׁ֑י חִ֜יִּיתַ֗נִי מִיָּֽרְדִ֥י (כתיב מִיָּֽורְדִ֥י) בֽוֹר |
| 5  | זַמְּר֣וּ לַֽיהֹוָ֣ה חֲסִידָ֑יו וְ֜הוֹד֗וּ לְזֵ֣כֶר קָדְשֽׁוֹ                      |
| 6  | כִּ֚י רֶ֥גַע בְּאַפּוֹ֘ חַיִּ֪ים בִּרְצ֫וֹנ֥וֹ בָּ֖עֶרֶב יָלִ֥ין בֶּ֗כִי וְלַבֹּ֥קֶר רִנָּֽה        |
| 7  | וַֽאֲנִי אָמַ֣רְתִּי בְשַׁלְוִ֑י בַּל־אֶמּ֥וֹט לְעוֹלָֽם                         |
| 8  | יְהֹוָ֗ה בִּֽרְצֽוֹנְךָ֘ הֶֽעֱמַ֪דְתָּה לְהַֽרְרִ֫י עֹ֥ז הִסְתַּ֥רְתָּ פָ֜נֶ֗יךָ הָיִ֥יתִי נִבְהָֽל      |
| 9  | אֵלֶ֣יךָ יְהֹוָ֣ה אֶקְרָ֑א וְאֶל־אֲ֜דֹנָ֗י אֶתְחַנָּֽן                          |
| 10 | מַה־בֶּ֥צַע בְּדָמִי֘ בְּרִדְתִּ֪י אֶ֫ל־שָׁ֥חַת הֲיֽוֹדְךָ֥ עָ֜פָ֗ר הֲיַגִּ֥יד אֲמִתֶּֽךָ          |
| 11 | שְׁמַע־יְהֹוָ֥ה וְחָנֵּ֑נִי יְ֜הֹוָ֗ה הֱֽיֵ֤ה \| עֹזֵ֬ר לִֽי                      |
| 12 | הָפַ֣כְתָּ מִסְפְּדִי֘ לְמָח֪וֹל ֫לִ֥י פִּתַּ֣חְתָּ שַׂקִּ֑י וַתְּאַזְּרֵ֥נִי שִׂמְחָֽה              |
| 13 | לְמַ֚עַן \| יְזַמֶּרְךָ֣ כָ֖בוֹד וְלֹ֣א יִדֹּ֑ם יְהֹוָ֥ה אֱ֜לֹהַ֗י לְעוֹלָ֥ם אוֹדֶֽךָּ        |